# Верёвкин, Владимир Николаевич
Владимир Николаевич Верёвкин (14 (26) июля 1821 — 13 (25) января 1896) — военный и государственный деятель Российской империи, генерал от инфантерии (1886), участник Крымской войны, витебский военный губернатор (в 1863–1867); отец художницы Марианны Верёвкиной.

## Биография
Родился в Москве в семье генерала Николая Никитича Верёвкина. Его брат Александр был генерал-майором и с отличием сражался с горцами на Кавказе.
По окончании Пажеского корпуса, 22 июля 1840 года был выпущен прапорщиком в Лейб-гвардии Измайловский полк.
Принимал участие в Венгерской кампании 1849 года, а во время Восточной войны находился сначала в составе Подольского егерского полка и принимал участие в делах под Силистрией, а затем, с апреля 1855 года командуя Екатеринбургским пехотным полком, принял деятельное участие в обороне Севастополя. 27 августа 1855 года, когда неприятель атаковал редут Шварца, генерал Хрущёв вызвал из резерва Верёвкина, который, с двумя ротами своего полка и полками Житомирским и Минским, отбил атаку и тем сильно облегчил готовившееся отступление армии из Севастополя. Раненый двумя ружейными пулями, 12 января 1856 года Верёвкин был награждён орденом Св. Георгия 4-й степени:
«В воздаяние за отличие, оказанное при защите г. Севастополя, где, в течение 3 месяцев, успешно защищал правый фланг II Отделения оборонительной линии, а 27 Августа 1855 года, находясь близ редута Шварца, когда неприятель овладел оным, бросился с 2 ротами вверенного ему полка на неприятеля в штыки и совместно с прибывшими резервами вытеснил его из редута, взяв при этом значительное число пленных».
Крымская война принесла Верёвкину и другие награды: ордена Св. Анны 3-й степени с бантом (1854) и Св. Владимира 4-й степени с мечами и бантом (1855). 
20 мая 1863 года Верёвкин был произведён в генерал-майоры и назначен Витебским военным губернатором, каковую должность занимал до июля 1867 года, в 1866 году был награждён орденом Св. Станислава 1-й степени.
В январе — апреле 1868 года командовал 16-й пехотной дивизией. В апреле 1868 года назначен начальником местных войск Виленского военного округа. На этом посту 28 марта 1871 года был произведён в генерал-лейтенанты и награждён орденами Св. Владимира 2-й степени (1873) и Белого орла (1876).
В ноябре 1876 года получил в командование 36-ю пехотную дивизию. Во время войны с Турцией в 1877—1878 годах продолжил командование этой дивизией и особым отрядом, в составе 12 мелких судов, для действия в гирлах Дуная.
В 1878 году он был назначен командиром сначала 4-го, а потом 14-го армейского корпуса, с которым вошёл в состав оккупационного отряда в Болгарии, был удостоен ордена Св. Александра Невского с мечами, а в 1883 году получил алмазные знаки к этому ордену.
В 1885 году Верёвкин был назначен членом Александровского комитета о раненых, а в 1887 году и комендантом Петропавловской крепости, где и был похоронен после смерти 13 (25) января 1896 года.

## Награды
Российской империи:
- Орден Святой Анны 3-й ст. с бантом (1854)
- Орден Святого Владимира 4-й ст. с мечами и бантом (1855)
- Золотая полусабля «За храбрость» (1855)
- Орден Святого Георгия 4-й ст. (12.01.1856)
- Знак отличия за XV лет беспорочной службы (1857);
- Орден Святого Станислава 2-й ст. (1859)
- Орден Святой Анны 2-й ст. с императорской короной и мечами над орденом (1861)
- Орден Святого Владимира 3-й ст. (1864)
- Орден Святого Станислава 1-й ст. (1866)
- Орден Святой Анны 1-й ст. (1869)
- Орден Святого Владимира 2-й ст. (1873)
- Орден Белого Орла (1876).
- Орден Святого Александра Невского с мечами (14.01.1878, алмазные знаки пожалованы 15.05.1883)
- Знак отличия за XL лет беспорочной службы (1884);
- Знак отличия за L лет беспорочной службы (1892);
- Орден Святого Владимира 1-й ст. (1893)

Иностранных государств:
- Орден Таковского креста 1-й ст. (1892, Сербия)
- Орден Благородной Бухары с алмазами (1893, Бухарский эмират)
- Орден Князя Даниила I 1-й ст. (1894, Черногория)

## Производство в чины
- Прапорщик (22.07.1840)
- Подпоручик (06.12.1842)
- Поручик (06.12.1844)
- Штабс-капитан (11.04.1848)
- Капитан (06.12.1852)
- Переименован в подполковники (30.03.1853)
- Полковник (30.08.1855, за отличия)
- Генерал-майор (20.05.1863)
- Генерал-лейтенант (28.03.1871)
- Генерал от инфантерии (30.08.1886)

## Семья
Жена — Елизавета Петровна Дараган (1834—18.03.1885), дочь генерала Петра Дарагана от его брака с Анной Балугьянской. По свидетельству современницы, «госпожа Верёвкина была лучше всех, брюнетка, чисто классическая красота, с античными чертами лица, пышными плечами, умными, большими, черными глазами, высокого роста, стройная и, как говорят французы, «царской осанки». Она была образованней и серьезнее младших сестер». Занималась иконописью и портретной живописью. Умерла от кисты в Вильно, похоронена рядом с родителями на Евфросиниевском кладбище. В браке имела детей:
- Марианна (1860—1938), художница, деятельница мюнхенского югендстиля.
- Пётр (1862—1946), ковенский и виленский губернатор.
- Всеволод (1872—1924), женат, оставил потомство.